# Głuwo
Głuwo, Gluvo (maced. Глуво) – wieś w północnej Macedonii Północnej, w pobliżu stolicy i największego miasta tego kraju – Skopje.
Osada wchodzi w skład gminy Czuczer-Sandewo.
Wieś zamieszkuje, według danych z 2002 roku, 349 osób.